# Рудна (Злотовський повіт)
Рудна (пол. Rudna, нім. Ruden) — село в Польщі, у гміні Злотув Злотовського повіту Великопольського воєводства.
Населення — 319 осіб (2011).
У 1975-1998 роках село належало до Пільського воєводства.

## Демографія
Демографічна структура станом на 31 березня 2011 року:
|          | Загалом | Допрацездатний вік | Працездатний вік | Постпрацездатний вік |
| -------- | ------- | ------------------ | ---------------- | -------------------- |
| Чоловіки | 177     | 51                 | 117              | 9                    |
| Жінки    | 142     | 32                 | 87               | 23                   |
| Разом    | 319     | 83                 | 204              | 32                   |